# Trott Moloto
Trott Molto (Polokwane, 19 luglio 1956) è un allenatore di calcio sudafricano.

## Carriera
Ha guidato la nazionale sudafricana alla Coppa d'Africa 2000.

## Palmarès

### Allenatore

#### Competizioni nazionali
- Coppa del Sudafrica: 1

Mamelodi Sundowns: 2008